# 杜正夫
杜正夫，原名都丸正夫（1948年—），日本聖經學者，為國立台灣大學學生當中牧師；能操國語和英語。現任台灣基督教導航會台北區區長
配偶是都丸直美，原名李鳳英．台灣人，早年赴中國傳教（門徒訓練），並滯留台灣在台灣大學傳教，1982年因美國人何瑞德教師來台，台大外文系學生開始對信仰產生興趣，外文系以女同學居多，因此吸引理工系男學生，至此人數增多。再十年已有果效，日本導航會杜牧師母會日本導航會 （页面存档备份，存于）產生傳承。

## 著書
杜正夫. . 財團法人基督教導航會. ISBN 9579704708.
如何製造不正當人際關係 杜正夫	 